# Eupithecia rediviva
Eupithecia rediviva är en fjärilsart som beskrevs av Louis Beethoven Prout 1917. Eupithecia rediviva ingår i släktet Eupithecia och familjen mätare. Inga underarter finns listade i Catalogue of Life.